# Ред-Дир Ребелз
«Ред-Дир Ребелз» (англ. Red Deer Rebels) — молодёжный хоккейный клуб, выступающий в Западной хоккейной лиге (WHL). Базируется в городе Ред-Дир, провинция Альберта, Канада. В сезоне 2000–01 «Ребелз» выиграли Президентский кубок и Мемориальный кубок.

## История
Конкурс «Назови команду» проводился в Ред-Дире с 7 по 17 октября 1991 года. Тремя лучшими идеями из более чем 1000 заявок были «Ребелз», «Ренегейдс» и «Центурионc». Руководство команды выбрало название «Ребелз». Первая игра команды состоялась 25 сентября 1992 года в Ред-Дире против «Принс-Альберт Рейдерз» («Ребелс» выиграли со счётом 6:3 на глазах у 5240 болельщиков).

## Достижения
- Чемпион WHL (1): 2001;
- Мемориальный кубок (1): 2001;
- Победитель регулярного сезона (2): 2000–01, 2001–02;